# Bisbat de Cerreto Sannita-Telese-Sant'Agata de' Goti

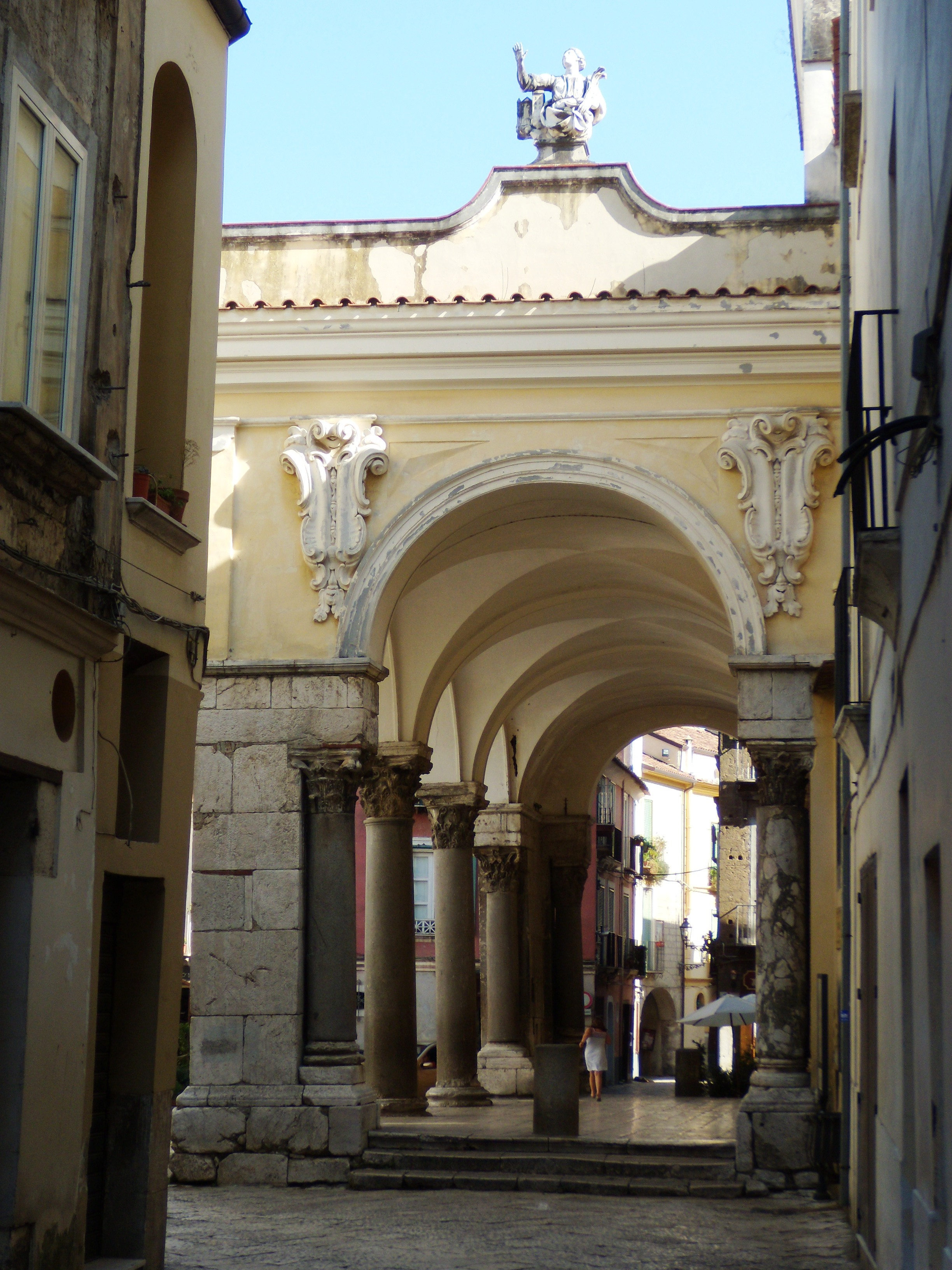
Pronao de la catedral de Sant'Agata de' Goti, cocatedral de la diòcesi

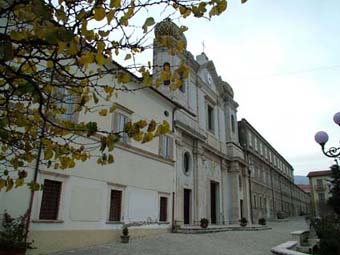
L'episcopi, la catedral de la Santissima Trinità i el seminario a Cerreto Sannita

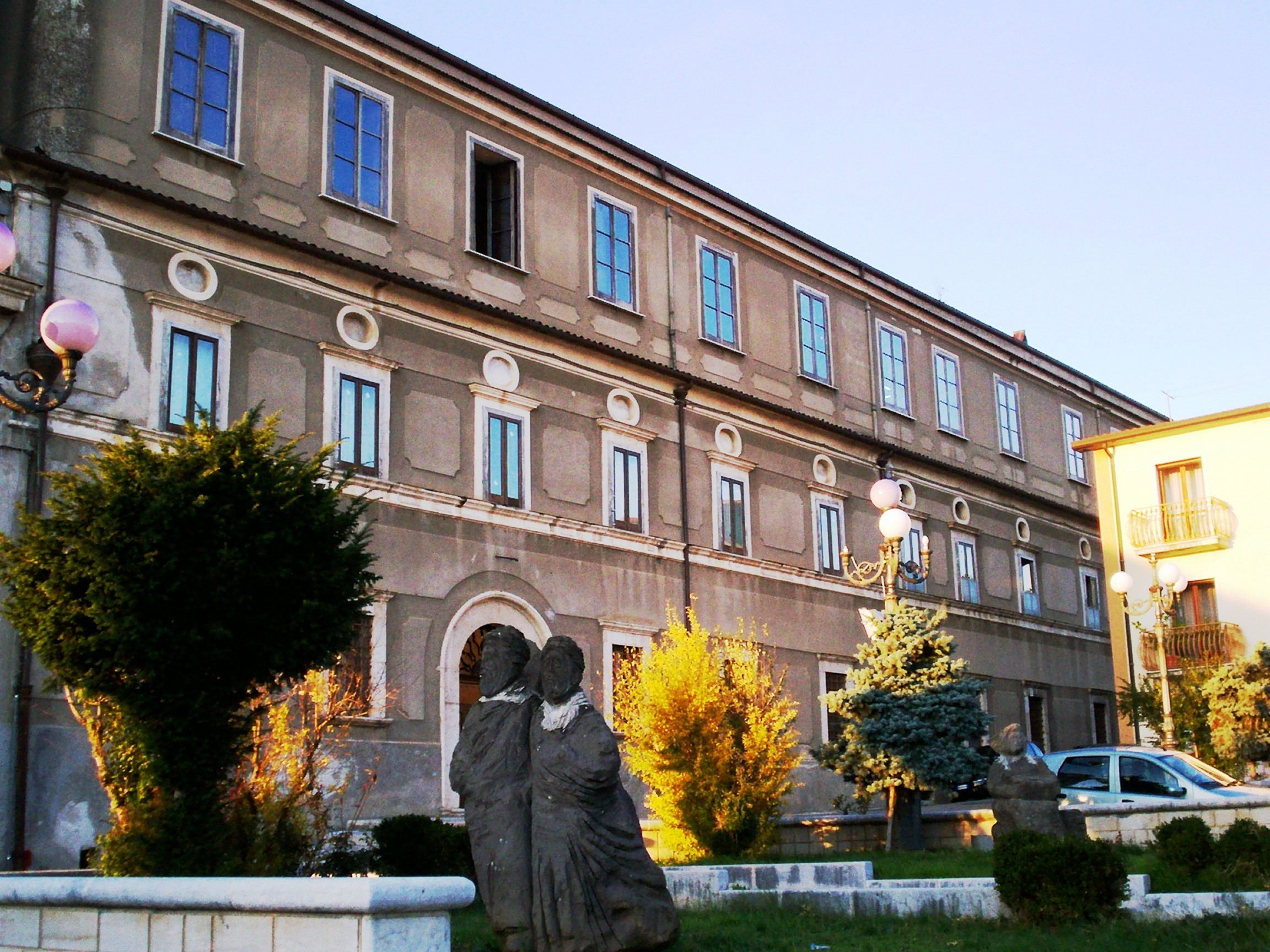
El seminari de Cerreto Sannita vist des de la plaça Joan Pau II.

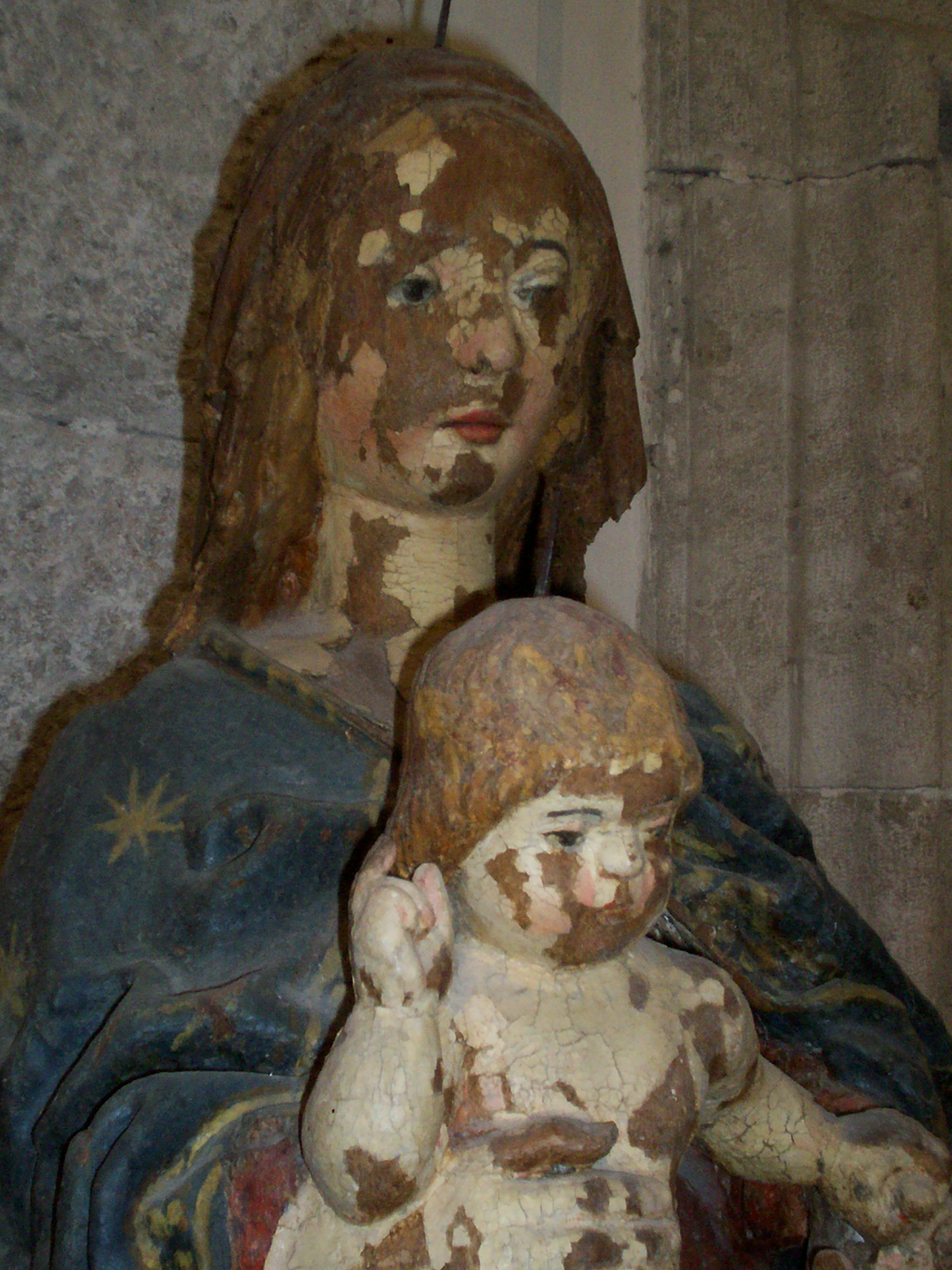
La Madonna della Libera del, avui exposada al Museo civico di arte sacra de Cerreto Sannita

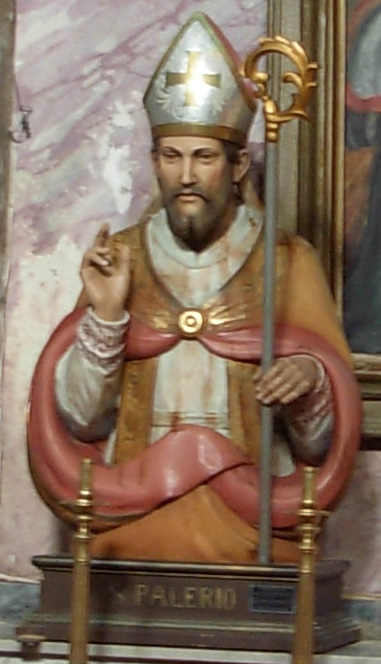
Sant Paleri de Telese, bisbe de Telese o Cerreto al segle IX

El bisbat de Cerreto Sannita-Telese-Sant'Agata de' Goti (italià: diocesi di Cerreto Sannita-Telese-Sant'Agata de' Goti; llatí: Dioecesis Cerretana-Thelesina-Sanctae Agathae Gothorum) és una seu de l'Església catòlica, sufragània de l'arquebisbat de Benevent, que pertany a la regió eclesiàstica Campània. El 2006 tenia 90.109 batejats d'un total de 91.242 habitants. Actualment està regida pel bisbe Michele De Rosa.

## Territori
La diòcesi comprèn els municipis de la part occidental de la província de Benevent: Cerreto Sannita, Airola, Amorosi, Arpaia, Bucciano, Casalduni, Castelvenere, Cusano Mutri, Dugenta, Durazzano, Faicchio, Forchia, Frasso Telesino, Guardia Sanframondi, Melizzano, Moiano, Pietraroja, Ponte, Puglianello, San Lorenzello, San Lorenzo Maggiore, San Salvatore Telesino, Sant'Agata dei Goti, Solopaca, Telese Terme; i els municipis de la província de Caserta de Gioia Sannitica (en part, la resta pertany al territori del bisbat de Alife-Caiazzo) i Valle di Maddaloni.
Limita amb el bisbat d'Alife-Caiazzo al nord-oest, amb l'arquebisbat de Campobasso-Boiano al nord, l'arxidiòcesi de Benevent a l'est, la diòcesi de Caserta al sud-oest, el bisbat d'Acerra al sud i la diòcesi de Nola al sud-est.
La seu episcopal és la citat de Cerreto Sannita on es troba la catedral de la Santissima Trinità. A Sant'Agata de' Goti hi ha la cocatedral de Santa Maria Assunta. A Telese queden restes de l'antiga catedral de la Santa Croce.
El territori està dividit en 60 parròquies.

## Història
La diòcesi actual és el resultat de la unió, a partir del 30 de setembre de 1986, de la diòcesi de Telese Cerreto amb la de Sant'Agata de 'Goti.

### Telese o Cerreto
La Diòcesi de Telese va ser erigida en els temps antics, potser abans del segle v, quan el bisbe Florenzio és citat entre els participants en la Concili Romà II (46). Del 500 al 1000 la diòcesi de Telese experimentà una fase de declivi, a causa de les guerres entre els grecs, els longobards i els sarraïns i potser la successió episcopal va ser interrompuda. El 969 s'esmenta entre les sufragànies de l'arxidiòcesi de Benevent.
El 1139 la ciutat de Telese va ser destruït en una guerra entre Rainulf d'Alife i Roger II de Sicília, però ja l'any després Telese va ser reconstruïda al voltant de la catedral de la Santa Creu.
La diòcesi de Telese va tenir una històrica inicialment preocupant a causa de l'abandó de la ciutat de Telese a causa de les emissions de vapor sulfurós que va seguir al terratrèmol de 1349, els bisbes després van haver de sortir de la ciutat i es van establir en diferents llocs : Massa Superiore o Rocca de Episcopo, Cerreto, Faicchio i Guardia Sanframondi. El bisbe Angelo Massarelli al segle xvi va ser secretari del Papa Juli III i secretari del Concili de Trento durant el papat de Pau IV.
En 1593 el bisbe Cesare Bellocchi va instituir en Cerreto Sannita el seminari diocesà, en aplicació dels dictats del Concili de Trento que establia la fundació a cada diòcesi de la institució.
A principis del segle xvii el bisbe Eugenio Savino deixa permanentment Guàrdia Sanframondi per establir-se a Cerreto Sannita, on un noble havia fet donació del seu palau per ser utilitzat com a seu episcopal. El trasllat del bisbat a Cerreto va provocar la ira dels senyors feudals de Telese, els Grimaldi, que va presentar una demanda aplacada només amb la intervenció del Papa, que el 22 de maig de 1612 va autoritzar el trasllat del bisbat i el capítol.
El terratrèmol del 5 juny de 1688 va destruir distrusse Cerreto Sannita, Guardia Sanframondi i altres parròquies de la diòcesi. Va ser seguit per un renaixement lent, que va supervisar en particular la formació del clergat. En 1749 el bisbe Filippo Gentile va donar el seminari una seu nova i més gran.
La vacant de la càtedra episcopal des de 1800 al 1818 va ser seguida per la unió de la diòcesi de Telese amb la d'Alife. De fet, el 27 de juny 1818 va ser suprimida la diòcesi d'Alife amb butlla De utiliori del Papa Pius VII, però la butlla posterior Adorandi del 14 de desembre de 1820 va restaurar la diòcesi i es va unir aeque principaliter al de Telese: aquesta decisió va tenir efecte després la mort del bisbe d'Alife, Emilio Gentile, l'abril de 1822.
La unió va provocar un descontentament generalitzat, aplacat quan el rei Ferran II, visitant Cerreto Sannita en 1852, escoltant les oracions del clergat local, es va esforçar per a la restauració de la seu episcopal, que va ocórrer després d'uns mesos, amb la butlla Compertum nobis del Papa Pius IX de data 6 de juliol. A partir d'aquesta data la diòcesi de Telese assumir el nom de la diòcesi Telese o Cerreto (dioecesis Thelesina seu Cerretana).

### Sant'Agata de' Goti
El primer bisbe de Sant'Agata de 'Goti del que tenim notícia és Mandelfredo o Madelfrido el 970. No obstant això, en la butlla de nomenament d'aquest bisbe es diu expressament que Sant'Agata ja tenia altres bisbes en el passat. En el territori de la diòcesi reconstituïda també es va incorporar el territori de l'antiga Caudium.
La Catedral de Sant'Agata de 'Goti va ser consagrada pel Papa Pasqual II el 4 de setembre de 1110.
Al segle xiii el bisbe de Sant'Agata de 'Goti era el feu de Bagnoli amb el títol de baró.
Entre els bisbes de Sant'Agata, cal una menció específica per sant Alfons Maria de Liguori, bisbe durant tretze anys, de 1762 a 1775; i Felice Peretti, el futur Papa Sixte V.
El 27 de juny de 1818, amb la butlla De utiliori del Papa Pius VII, la diòcesi de Sant'Agata de 'Goti va ser unida aeque principaliter al bisbat d'Acerra, fins que va ser dividida per un decret emès pel Papa Pius IX, al desembre de 1854. Amb aquest decret, la diòcesi va cedir a la diòcesi d'Acerra una part del seu territori corresponent als actuals municipis d'Arienzo, Cervino, San Felice a Cancello i Santa Maria a Vico.

### Cerreto Sannita-Telese-Sant'Agata de' Goti
El 21 de març de 1984 Felice Leonardo, ja bisbe de Telese o Cerreto, també va ser nomenat bisbe de Sant'Agata de 'Goti, unint així in persona episcopi les dues seus.
El 30 de setembre de 1986, en virtut del Instantibus votis votis de la Congregació per als Bisbes, la unió esdevingué plena i la diòcesi resultant assumí el seu actual nom.

## Cronologia episcopal

### Bisbes de Telese
- Florenzio † (citat el 465)
- Agnello † (citat el 487)
- Menna † (citat el 601)
- San Paleri † (meitat del segle ix)
- Arnaldo Telesino † (citat el 1068)
- Gilberto di Telese † (citat el 1075)
- Tommaso † (citat el 1080)
- Pietro † (1178 - finals de 1189)
- Luciano † (citat el 1214)
- Rao † (28 de març de 1240 - 1286 mort)
- Salerno o Salemo † (16 de juliol de 1286 - finals de 1296)
- Giacomo I † (finals de 1296 - 1325 mort)
- Giovanni Arisio † (21 de maig de 1326 - 1328 mort)
- Tommaso I † (7 de novembre de 1328 - 1340 mort)
- Tommaso II † (6 de novembre de 1340 - 1345 mort)
- Matteo Guiliand, O.F.M. † (15 de juliol de 1345 - 1348 mort)
- Domenico, O.F.M. † (10 de novembre de 1348 - 1353)
- Giacomo da Cerreto † (29 de gener de 1353 - 1372 mort)
- Giacomo III † (14 de juliol de 1372 - 1398 nomenat bisbe de Nicastro)
  - Giovanni di Casalialbulo, O.F.M. † (21 de maig de 1386 - 1393 mort) (antibisbe)
  - Nicola di Bittaro † (29 d'agost de 1393 - ?) (antibisbe)
- Clemente da Napoli, O.E.S.A. † (26 d'agost de 1399 - 1413)
- Marcuccio Brancia † (20 de gener de 1413 - 1452 mort)
- Ferdinando Gimel † (11 de gener de 1454 - 1458 mort)
- Meolo de Mascabruni † (14 de juny de 1459 - 8 d'octubre de 1464 nomenat bisbe de Muro Lucano)
- Matteo Giudici † (8 d'octubre de 1464 - 17 de desembre de 1483 nomenat bisbe d'Atri i Penne)
- Troilo Agnesi † (17 de desembre de 1483 - 12 de febrer de 1487 nomenat bisbe de Lavello)
- Pietro Palagario, O.F.M. † (26 de gener de 1487 - 1505 mort)
- Andrea Riccio † (24 d'octubre de 1505 - 1515 mort)
- Biagio Caropipe † (1 de juny de 1515 - 10 de juliol de 1524 mort)
- Giovanni Gregorio Peroschi † (8 d'agost de 1524 - 1525 dimití)
- Mauro de Pretis † (6 d'octubre de 1525 - 1533 mort)
- Sebastiano De Bonfiliis † (14 de febrer de 1533 - 1540 dimití)
- Alberico Giaquinto † (30 d'abril de 1540 - 1548 mort)
- Giovanni Beroaldo † (14 de març de 1548 - 1 d'octubre de 1557 nomenat bisbe de Sant'Agata de' Goti)
- Angelo Massarelli † (15 de desembre de 1557 - 17 de juliol de 1566 mort)
- Cherubino Lavosio, O.E.S.A. † (19 d'agost de 1566 - 23 d'abril de 1577 mort)
- Annibale Cattaneo † (15 d'octubre de 1578 - 1584 mort)
- Giovanni Stefano de Urbieta, O.P. † (17 de desembre de 1584 - 1587 dimití)
- Cesare Bellocchi † (12 d'octubre de 1587 - 17 de novembre de 1595 mort)
- Eugenio Savino † (27 de març de 1596 - de setembre de 1604 mort)
- Placido Fava, O.S.B.Oliv. † (17 de novembre de 1604 - 14 de setembre de 1605 mort)
- Eugenio Cattaneo, B. † (13 de febrer de 1606 - 1608 mort)
- Giovanni Francesco Leone † (15 de desembre de 1608 - 14 d'abril de 1613 mort)
- Sigismondo Gambacorta, C.R.S.A. † (15 de juliol de 1613 - d'octubre de 1636 mort)
- Pietro Paolo de Rustici, O.S.B. † (16 de març de 1637 - 14 de desembre de 1643 nomenat bisbe d'Isernia)
- Pietro Marioni † (18 d'abril de 1644 - 1659 dimití)
- Pietro Francesco Moia, C.R.S. † (1 de setembre de 1659 - 13 de novembre de 1674 mort)
- Domenico Cito, O.P. † (6 de maig de 1675 - 19 de setembre de 1683 mort)
- Giovanni Battista de Bellis † (24 d'abril de 1684 - de setembre de 1693 mort)
- Biagio Gambaro † (22 de desembre de 1693 - d'octubre de 1721 mort)
- Francesco Baccari † (14 de gener de 1722 - 13 de maig de 1736 mort)
- Antonio Falangola † (9 de juliol de 1736 - 29 de maig de 1747 nomenat bisbe de Caserta)
- Filippo Gentile † (20 de novembre de 1747 - 25 de juny de 1771 mort)
- Filiberto Pascale † (23 de setembre de 1771 - 20 de febrer de 1788 mort)
- Vincenzo Lupoli † (27 de febrer de 1792 - 1 de gener de 1800 mort)
  - Sede vacante (1800-1818)
- Raffaele Longobardi † (21 de desembre de 1818 - 19 d'abril de 1822 nomenat bisbe de Telese i Alife)

### Bisbes de Telese i Alife
- Raffaele Longobardi † (19 d'abril de 1822 - 23 de setembre de 1822 mort)
- Giovanni Battista de Martino di Pietradoro † (3 de maig de 1824 - 1 de maig de 1826 mort)
- Carlo Puoti † (3 de juliol de 1826 - 14 de març de 1848 mort)
- Gennaro Di Giacomo † (22 de desembre de 1848 - de juliol de 1852 dimití)

### Bisbes de Telese o Cerreto
- Luigi Sodo † (27 de juny de 1853 - 30 de juliol de 1895 mort)
- Angelo Michele Iannacchino † (29 de novembre de 1895 - 12 de gener de 1918 nomenat bisbe titular de Lorium)
- Giuseppe Signore † (20 de juny de 1918 - 1 de desembre de 1928 nomenat bisbe titular de Emmaus)
- Salvatore Del Bene † (15 de desembre de 1928 - 6 d'abril de 1957 mort)
- Felice Leonardo † (22 de juliol de 1957 - 30 de setembre de 1986 nomenat bisbe de Cerreto Sannita-Telese-Sant'Agata de' Goti)

### Bisbes de Sant'Agata de' Goti
- Mandelfredo † (970 - ?)
- Adelardo † (citat el 1000, aproximadament)
- Bernardo † (citat el 1075)
- Enrico † (1108 - finals de 1143)
- Andrea † (citat el 1152, aproximadament)
- Giovanni I † (? - 1161 mort)
- Orsone † (1161 - 1190 mort)
- Giovanni II † (1190 - 1213 mort)
- Giovanni III † (1213 - ?)
- Giovanni IV † (vers 1234 - ?)
- Pietro, O.F.M. † (1254 - ?)
- Nicola del Morrone † (1262 - 1282 mort)
- Eustachio, O.P. † (17 de setembre de 1282 - vers 1294 mort)
  - Giovanni V † (1294 - 1295 mort) (administrador apostòlic)
- Guido da San Michele, O.F.M. † (14 de novembre de 1295 - ? mort)
- Francesco † (citat el 1304)
- Roberto Ferrari † (1318 - 1327 mort)
- Pandolfo † (1327 - 1342 mort)
- Giacomo Martono † (4 de febrer de 1344 - 23 de març de 1351 nomenat bisbe de Caserta)
- Nicola I † (23 de març de 1351 - vers 1386 mort)
- Nicola II † (25 d'agost de 1386 - 1391 nomenat bisbe de Vence)
  - Pietro di Saba, O.F.M. † (23 d'octubre de 1387 - ?) (antibisbe)
- Antonio di Sarno, O.F.M. † (19 de juny de 1391 - 1394 ? deposat)
- Giacomo Papa † (26 d'octubre de 1394 - 1399 mort)
- Pietro Gattula † (8 de gener de 1400 - 17 de maig de 1423 nomenat arquebisbe de Bríndisi)
- Raimondo degli Ugotti, O.S.B.I. † (23 de juliol de 1423 - 18 de desembre de 1430 nomenat bisbe de Boiano)
- Giosuè Mormile † (18 de desembre de 1430 - 23 de juliol de 1436 nomenat bisbe de Tropea)
- Antonio Bretoni † (6 de febrer de 1437 - 18 d'abril de 1440 nomenat arquebisbe de Sorrento)
- Galeotto de la Ratta † (27 d'abril de 1442 - 1455 mort)
- Amorotto † (12 de setembre de 1455 - de març de 1468 mort)
- Pietro Antici Mattei † (17 d'abril de 1469 - 5 de juny de 1472 nomenat bisbe de Giovinazzo)
- Marino Morola (o Moroni) † (5 de juny de 1472 - 2 de febrer de 1487 mort)
- Pietro Paolo Capobianco † (16 de febrer de 1487 - 1505 mort)
- Alfonso Carafa † (30 de juliol de 1505 - 27 d'agost de 1512 nomenat bisbe de Lucera)
- Giovanni Di Luigi, O.Carm. † (27 d'agost de 1512 - 1519 ? dimití)
- Giovanni De Gennaro (o Guevara) † (19 de juny de 1523 - 1556 mort)
- Giovanni Beroaldo † (1 d'octubre de 1557 - 1565 o 1566 mort)
  - Felice Peretti, O.F.M.Conv. † (15 de novembre de 1566 - 17 de desembre de 1571 nomenat bisbe de Fermo, després elegit papa amb el nom de Sixte V) (bisbe electe)
- Vincenzo Cisoni, O.P. † (6 de febrer de 1572 - 17 de gener de 1583 mort)
- Feliciano Ninguarda, O.P. † (31 de gener de 1583 - 17 d'octubre de 1588 nomenat bisbe de Como)
- Giovanni Evangelista Pelleo, O.F.M.Conv. † (17 d'octubre de 1588 - 1595 mort)
- Giulio Santuccio, O.F.M.Conv. † (11 de desembre de 1595 - 1607 mort)
- Ettore Diotallevi † (4 de febrer de 1608 - 16 de setembre de 1635 nomenat bisbe de Fano)
- Giovanni Agostino Gandolfo † (3 de desembre de 1635 - 1653 mort)
- Domenico Campanella, O.Carm. † (12 de gener de 1654 - 1663 mort)
- Biagio Mazzella, O.P. † (26 de febrer de 1663 - 1664 mort)
- Giacomo Circi † (21 de juliol de 1664 - 7 de març de 1699 mort)
- Filippo Albini † (5 d'octubre de 1699 - 26 d'octubre de 1722 mort)
- Muzio Gaeta † (20 de gener de 1723 - 19 de desembre de 1735 nomenat arquebisbe de Bari)
- Flaminio Danza † (19 de desembre de 1735 - 11 de febrer de 1762 mort)
- Sant'Alfonso Maria de' Liguori, C.SS.R. † (14 de juny de 1762 - 26 de juny de 1775 dimití)
- Onofrio Rossi † (17 de juliol de 1775 - 2 de novembre de 1784 mort)
  - Sede vacante (1784-1792)
- Paolo Pozzuoli † (27 de febrer de 1792 - 8 de març de 1799 mort)
  - Sede vacante (1799-1818)

### Bisbes de Sant'Agata de' Goti i Acerra
- Orazio Magliola † (27 de juny de 1818 - 3 de gener de 1829 mort)
- Emanuele Bellorado, O.P. † (18 de maig de 1829 - 29 d'octubre de 1833 mort)
- Taddeo Garzilli † (20 de gener de 1834 - 5 de març de 1848 mort)
- Francesco Iavarone † (20 d'abril de 1849 - 19 d'agost de 1854 mort)

### Bisbes de Sant'Agata de' Goti
- Francesco Paolo Lettieri † (23 de març de 1855 - 24 de juny de 1869 mort)
- Domenico Ramaschiello † (22 de desembre de 1871 - 22 de gener de 1899 mort)
- Ferdinando Maria Cieri † (22 de gener de 1899 - 12 de novembre de 1910 mort)
- Alessio Ascalesi, C.PP.S. † (19 de juny de 1911 - 9 de desembre de 1915 nomenat arquebisbe de Benevent)
- Giuseppe de Nardis † (12 de setembre de 1916 - 1 d'abril de 1953 dimití)
- Costantino Caminada † (22 de maig de 1953 - 16 de gener de 1960 nomenat bisbe auxiliar de Siracusa)
- Ilario Roatta † (8 de març de 1960 - 2 de gener de 1982 jubilat)
  - Sede vacante (1982-1984)
- Felice Leonardo † (21 de març de 1984 - 30 de setembre de 1986 nomenat bisbe de Cerreto Sannita-Telese-Sant'Agata de' Goti)

### Bisbes de Telese-Cerreto Sannita-Sant'Agata de' Goti
- Felice Leonardo † (30 de setembre de 1986 - 20 de juliol de 1991 jubilat)
- Mario Paciello (20 de juliol de 1991 - 6 d'agost de 1997 nomenat bisbe d'Altamura-Gravina-Acquaviva delle Fonti)
- Michele De Rosa, des del 23 de maig de 1998

## Estadístiques
A finals del 2006, la diòcesi tenia 90.109 batejats sobre una població de 91.242 persones, equivalent al 98,8% del total.
| any                                                   | població | població | població | sacerdots | sacerdots       | sacerdots       | sacerdots             | diaques | religiosos | religiosos | parroquies |
| ----------------------------------------------------- | -------- | -------- | -------- | --------- | --------------- | --------------- | --------------------- | ------- | ---------- | ---------- | ---------- |
| any                                                   | batejats | total    | %        | total     | clergat secular | clergat regular | batejats por sacerdot | diaques | homes      | dones      |            |
| diòcesi de Telese o Cerreto                           |          |          |          |           |                 |                 |                       |         |            |            |            |
| 1950                                                  | 57.479   | 57.549   | 99,9     | 76        | 70              | 6               | 756                   |         | 10         | 160        | 24         |
| 1970                                                  | 54.013   | 54.137   | 99,8     | 58        | 45              | 13              | 931                   |         | 16         | 138        | 26         |
| 1980                                                  | 51.084   | 51.357   | 99,5     | 54        | 36              | 18              | 946                   |         | 22         | 83         | 26         |
| diòcesi de Sant'Agata de' Goti                        |          |          |          |           |                 |                 |                       |         |            |            |            |
| 1950                                                  | 30.000   | 30.000   | 100,0    | 72        | 51              | 21              | 416                   |         | 30         | 50         | 29         |
| 1970                                                  | 38.167   | 38.208   | 99,9     | 57        | 37              | 20              | 669                   |         | 23         | 92         | 34         |
| 1980                                                  | 36.332   | 36.699   | 99,0     | 52        | 34              | 18              | 698                   |         | 23         | 66         | 34         |
| diòcesi de Cerreto Sannita-Telese-Sant'Agata de' Goti |          |          |          |           |                 |                 |                       |         |            |            |            |
| 1990                                                  | 86.460   | 87.332   | 99,0     | 86        | 56              | 30              | 1.005                 |         | 37         | 120        | 60         |
| 1999                                                  | 90.005   | 90.915   | 99,0     | 76        | 51              | 25              | 1.184                 |         | 29         | 110        | 60         |
| 2000                                                  | 89.921   | 90.842   | 99,0     | 75        | 57              | 18              | 1.198                 |         | 21         | 105        | 60         |
| 2001                                                  | 89.890   | 90.762   | 99,0     | 73        | 55              | 18              | 1.231                 |         | 21         | 104        | 60         |
| 2002                                                  | 90.242   | 91.041   | 99,1     | 72        | 55              | 17              | 1.253                 |         | 19         | 102        | 60         |
| 2003                                                  | 89.785   | 90.786   | 98,9     | 75        | 59              | 16              | 1.197                 | 1       | 17         | 103        | 60         |
| 2004                                                  | 89.570   | 90.716   | 98,7     | 78        | 63              | 15              | 1.148                 | 1       | 15         | 101        | 60         |
| 2006                                                  | 90.109   | 91.242   | 98,8     | 75        | 59              | 16              | 1.201                 | 1       | 17         | 90         | 60         |

### Cronologia de Cerreto o Telese
- Giovanni Rossi, Catalogo de' vescovi di Telese, Napoli 1827
- Pius Bonifacius Gams, Series episcoporum Ecclesiae Catholicae, Leipzig 1931, p. 931 (llatí)
- Konrad Eubel, Hierarchia Catholica Medii Aevi, vol. 1 Arxivat 2019-07-09 a Wayback Machine., pp. 482–483; vol. 2 Arxivat 2018-10-04 a Wayback Machine., pp. XXXX, 250; vol. 3 Arxivat 2019-03-21 a Wayback Machine., pp. 311–312; vol. 4 Arxivat 2018-10-04 a Wayback Machine., p. 333; vol. 5, p. 374; vol. 6, p. 401 (llatí)

### Cronologia de Sant'Agata de' Goti
- Dades pulicades a www.catholic-hierarchy.org a la pàgina Diocese of Sant'Agata de' Goti (anglès)
- Pius Bonifacius Gams, Series episcoporum Ecclesiae Catholicae, Leipzig 1931, pp. 845–846 (llatí)
- Konrad Eubel, Hierarchia Catholica Medii Aevi, vol. 1 Arxivat 2019-07-09 a Wayback Machine., pp. 75–76; vol. 2 Arxivat 2018-10-04 a Wayback Machine., pp. XII, 81; vol. 3 Arxivat 2019-03-21 a Wayback Machine., p. 97; vol. 4 Arxivat 2018-10-04 a Wayback Machine., p. 71; vol. 5, p. 71; vol. 6, p. 69 (llatí)